# Pelargonium rubiginosum
Pelargonium rubiginosum är en näveväxtart som beskrevs av E.M. Marais. Pelargonium rubiginosum ingår i släktet pelargoner, och familjen näveväxter. Inga underarter finns listade i Catalogue of Life.